# محمد علي الشريف
محمد علي الشريف لاعب كرة قدم داخل الصالات من ليبيا يشغل مركز حارس مرمى منتخب ليبيا لكرة القدم الخماسية مواليد طرابلس بتاريخ 15 مارس 1983 حاصل على عديد الألقاب الشخصية وأخرى مع منتخب ليبيا لكرة القدم الخماسية .

## الإنجازات
1. على مستوى منتخب ليبيا لكرة القدم الخماسية :

- بطل البطولة العربيةلكرة القدم الخماسية 2007 .
- بطل البطولة العربية لكرة القدم الخماسية 2008 .
- بطل البطولة الأفريقية لكرة القدم داخل الصالات .

1. على المستوى الشخصي :

- البطولة العربية لكرة القدم الخماسية .

- أفضل حارس مرمى في البطولة العربية لكرة القدم الخماسية 2007 .
- أفضل حارس مرمى في البطولة العربية لكرة القدم الخماسية 2008 .
- كأس البحر الأبيض المتوسط داخل الصالات التي أقيمت في ليبيا سنة 2010:

- أفضل حارس مرمى في البطولة .
- بطولة أفريقيا لكرة القدم الخماسية 2008 :

- أفضل حارس مرمى في البطولة .

## روابط خارجية
- محمد علي الشريف على موقع الاتحاد الدولي (مؤرشف)  (الإنجليزية)